# РК Сијудад Реал
РК Сијудад Реал (шп. BM Ciudad Real) је био шпански рукометни клуб из Сијудад Реала. Клуб је основан 1981. и такмичио се у АСОБАЛ лиги, а 2011. пред почетак сезоне 2011/12. је премештен у Мадрид и добио ново име - Атлетико Мадрид.

## Историја
Сијудад Реал је основан 1981. под именом Asociación Deportiva Cultural Caserío Vigón, а такмичење је почео од 2. дивизије (регионална лига). 1993. други клуб из Сијудад Реала Asociación Deportiva Cultural Ciudad Real купује права на Касерио Вигон и мења име клуба у Сијудад Реал. 

### Релокација
РК Сијудад Реал је пред сезону 2011/12. због финансијских разлога премештен у Мадрид. Ново име клуба је Атлетико Мадрид и такмичење ће наставити у АСОБАЛ лиги.

## Успеси
- АСОБАЛ лига:

- Првак (5): 2003/04, 2006/07, 2007/08, 2008/09, 2009/10.
- Вицепрвак (4): 2002/03, 2004/05, 2005/06, 2010/11.

- Куп Шпаније:

- Освајач (3): 2002/03, 2007/08, 2010/11.
- Финалиста (4): 2000/01, 2003/04, 2005/06, 2008/09.

- Суперкуп Шпаније:

- Освајач (3): 2004/05, 2007/08, 2010/11.
- Финалиста (3): 2003/04, 2008/09, 2009/10.

- Куп АСОБАЛ:

- Освајач (6): 2003/04, 2004/05, 2005/06, 2006/07, 2007/08, 2010/11.
- Финалиста (1): 2009/10.

- Лига шампиона:

- Првак (3): 2005/06, 2007/08, 2008/09.
- Финалиста (2): 2004/05, 2010/11.

- Куп победника купова:

- Освајач (2): 2001/02, 2002/03.

- Суперкуп Европе:

- Освајач (3): 2005, 2006, 2008.

- ЕХФ сити куп

- Финалиста (1): 1998/99.

- Светско клупско првенство:

- Првак (2): 2007, 2010.
- Финалиста (1): 2011.